# Perenethis simoni
Espèce
Synonymes
- Tetragonophthalma simoni Lessert, 1916
- Maypacius berlandi Roewer, 1955
- Perenethis straeleni Roewer, 1955

Perenethis simoni est une espèce d'araignées aranéomorphes de la famille des Pisauridae.

## Distribution
Cette espèce se rencontre en Afrique.

## Description
La femelle holotype mesure 10,5 mm et les mâles de 10,7 à 13,5 mm.
Le mâle décrit par Sierwald en 1997 mesure 15,16 mm et la femelle 10,9 mm.

## Publication originale
- Lessert, 1916 : Araignées du Kilimandjaro et du Merou (suite). 2. Pisauridae. Revue Suisse de Zoologie, vol. 24, p. 565-620 (texte intégral).